# غراهام جيلكريست
غراهام جيلكريست (بالإنجليزية: Graham Gilchrist)‏ هو لاعب كرة قدم أسترالية أسترالي، ولد في 14 أغسطس 1932، وتوفي في 24 يونيو 2015.

## وصلات خارجية
- غراهام جيلكريست على موقع AustralianFootball.com (الإنجليزية)
- غراهام جيلكريست على موقع AFLtables.com (الإنجليزية)